# Marin Ranteš
Marin Ranteš (Varaždin, 9 de agosto de 1995) es un deportista croata que compite en ciclismo en la modalidad de BMX estilo libre, especialista en la prueba de parque.
Ganó una medalla de bronce en el Campeonato Mundial de Ciclismo Urbano de 2021 y dos medallas en el Campeonato Europeo de Ciclismo BMX Estilo Libre, en los años 2019 y 2022.

## Palmarés internacional
| Campeonato Mundial | Campeonato Mundial    | Campeonato Mundial | Campeonato Mundial |
| Año                | Lugar                 | Medalla            | Competición        |
| ------------------ | --------------------- | ------------------ | ------------------ |
| 2021               | Montpellier (Francia) | Medalla de bronce  | Parque             |
| Campeonato Europeo |                       |                    |                    |
| Año                | Lugar                 | Medalla            | Competición        |
| 2019               | Cadenazzo (Suiza)     | Medalla de plata   | Parque             |
| 2022               | Múnich (Alemania)     | Medalla de bronce  | Parque             |